# Matt Ludwig
Matt Ludwig (ur. 5 lipca 1996) – amerykański lekkoatleta specjalizujący się w skoku o tyczce.
W 2021 otrzymał szansę występu na igrzyskach olimpijskich w Tokio (w zastępstwie za Sama Kendricksa z powodu pozytywnego testu na COVID-19), lecz zmagania zakończył na eliminacjach. Brał udział w rozgrywanych w Santiago igrzyskach panamerykańskich, gdzie otrzymał złoty medal.
Złoty medalista mistrzostw USA. Stawał na najwyższym stopniu podium mistrzostw NCAA.
Rekordy życiowe: stadion – 5,90 (22 lutego 2020, Meksyk); hala – 5,85 (14 lutego 2020, Albuquerque).

## Osiągnięcia
| Rok  | Impreza                  | Miejsce  | Pozycja           | Wynik |
| ---- | ------------------------ | -------- | ----------------- | ----- |
| 2021 | Igrzyska olimpijskie     | Tokio    | el. – 19. miejsce | 5,50  |
| 2023 | Igrzyska panamerykańskie | Santiago | 1. miejsce        | 5,55  |